# Felix Mitelman
Felix Mitelman (ur. 26 sierpnia 1940 w Wolbromiu) – szwedzki naukowiec genetyk.

## Życiorys
Jest profesorem genetyki klinicznej w Szpitalu Uniwersyteckim w Lund. Zajmuje się badaniem genetycznych przyczyn powstawania nowotworów u ludzi. Sławę przyniosły mu pionierskie prace z dziedziny cytogenetyki onkologicznej.
Jest członkiem Szwedzkiej Akademii Nauk, Polskiej Akademii Nauk, Amerykańskiej Akademii Nauk oraz Europejskiego Stowarzyszenia Cytogenetyków, Swedish Cancer Society, Swedish Children’s Cancer Foundation i Międzynarodowej Agencji Badań nad Rakiem przy WHO. W 2008 został odznaczony nagrodą Nordic Fernström.
Jest autorem ponad 700 publikacji naukowych. Do najważniejszych tytułów autorstwa profesora Felixa Mitelmana możemy zaliczyć: 
- Cancer Cytogenetics
- Iscn 1991: Guidelines for Cancer Cytogentics Supplement to an International System for Human Cytogenetic Nomenclature
- Catalog of Chromosome Aberrations in Cancer